# Eupithecia inturbaria
Eupithecia inturbaria là một loài bướm đêm trong họ Geometridae.